# Festival du cinéma grec 1991
Le Festival du cinéma grec de 1991 fut la 32e édition du Festival international du film de Thessalonique. Elle se tint du 30 septembre au 6 octobre 1991.

## Palmarès
Les prix de meilleur film, meilleur réalisateur, meilleur scénario, meilleur documentaire, meilleur montage, meilleur maquillage et meilleur son ne furent pas remis.
- Équinoxe : meilleur acteur dans un second rôle, meilleure photographie, meilleurs décors, meilleurs costumes
- Le Montreur d'ombres : meilleur acteur dans un second rôle, meilleure photographie et meilleure musique
- L'Envers des choses : meilleure actrice
- Demi-tour : meilleur acteur
- Les Corbeaux : meilleure actrice dans un second rôle
- Phanouropitta : meilleur jeune réalisateur